# Intermission (Dio-Album)
Intermission ist der Titel des 1986 veröffentlichten ersten Livealbums der Band Dio. Es wurde in Form einer EP veröffentlicht und erschien auf Schallplatte, CD und Musik-Cassette.

## Hintergrund
Die Band Dio hatte 1985 ihr drittes Studioalbum Sacred Heart veröffentlicht, bei dessen Aufnahme es zu ersten Spannungen innerhalb der Band gekommen war. Die Tournee zu diesem Album begann am 13. August 1985 im Oakwood Lake Amphitheatre in Manteca, als Vorgruppe spielte bis zum 8. Dezember 1985 Rough Cutt und, ab dem 28. Dezember 1985 begleitete Yngwie F. Malmsteen’s Rising Force die Band. Das Konzert, das am 6. Dezember 1985 in der San Diego Sports Arena in San Diego stattfand, wurde aufgezeichnet und später für die Veröffentlichung ausgewählt.
Während der Tourpause wurde Gitarrist Vivian Campbell, der Ronnie James Dio wiederholt wegen seiner Meinung nach nicht eingehaltener Zusagen bezüglich der Bezahlung der Bandmitglieder kritisiert hatte, faktisch gefeuert. Er erhielt während des Urlaubs in Irland einen neuen Vertrag zugesandt, der ihm geringfügig höhere Bezüge zusicherte, aber dem Management innerhalb von 48 Stunden unterschrieben vorliegen sollte.
Die Tournee wurde ab dem 14. April 1986 in Europa fortgesetzt, die Position von Campbell übernahm der US-amerikanische Gitarrist Craig Goldy. Goldy kam von der Band Giuffria und war vorher Gitarrist bei Rough Cutt gewesen. Ihm fiel die Aufgabe zu, für das geplante Livealbum alle auf der Bühne von Campbell gespielten Rhythmusgitarren im Studio neu einzuspielen. Campbells Soli blieben dagegen erhalten und waren auf Intermission zu hören.
Goldy erhielt die Gelegenheit, sich bei den Käufern des Albums gewissermaßen vorzustellen. Zu diesem Zweck wurde der Titel Time to Burn im Studio aufgenommen, den er mit Bassist Jimmy Bain, Keyboarder Claude Schnell und Schlagzeuger Vinnie Appice geschrieben hatte.

## Titelliste
Alle Texte wurden von Ronnie James Dio geschrieben, die folgenden Autorenangaben beziehen sich auf die jeweilige Komposition.
| Nr.          | Titel | Autor(en)                                      | Länge |
| ------------ | --- | ---------------------------------------------- | ----- |
| 1.           | King of Rock and Roll                                                                                            | Vinny Appice, Jimmy Bain, Vivian Campbell, Dio | 3:24  |
| 2.           | Rainbow in the Dark                                                                                              | Dio, Campbell, Bain, Appice                    | 4:42  |
| 3.           | Sacred Heart | Dio, Campbell, Bain, Appice                    | 6:10  |
| 4.           | Time to Burn | Craig Goldy, Bain, Claude Schnell, Appice      | 4:24  |
| 5.           | Rock 'n' Roll Children (Medley; enthält zusätzlich Teile von Long Live Rock 'n' Roll Man on the Silver Mountain) | Dio / Dio, Ritchie Blackmore / Dio, Blackmore  | 9:38  |
| 6.           | We Rock | Dio                                            | 4:34  |
| Gesamtlänge: | Gesamtlänge: | Gesamtlänge:                                   | 38:32 |

Die Titelliste der Schallplattenausgabe war in drei Lieder pro Seite aufgeteilt, sodass Time to Burn das erste Lied der zweiten Seite des Albums war.

## Rezeption
Das Album war im Vergleich zu seinen Vorgängern wenig erfolgreich. Die beste Platzierung erzielte es in den britischen Musikcharts, wo es Platz 22 erreichte. In Deutschland kletterte es noch auf Platz 63, und in den Billboard 200 auf Platz 70. In der Auszeichnungsdatenbank der RIAA ist es nicht verzeichnet.